# Léonard Steyaert
Léonard Steyaert (11 maart 1910) was een Belgische bokser.

## Levensloop
Steyaert woonde in Antwerpen. Hij won het Nationaal Kampioenschap in 1927 en 1928.
Hij nam deel aan de Olympische Zomerspelen van 1928 te  Amsterdam en behaalde er brons in de middengewichtsklasse. Hij versloeg Albert Leidmann en John Chase, waarna hij in de halve finale stond. Deze verloor hij van Piero Toscani, de uiteindelijke winnaar, en hij won de troostfinale van Fred Mallin.
Hij werd in 1929 professioneel boxer. Zijn eerste optreden was in De Doelen te Rotterdam, waar hij Piet van Dam versloeg. Hij deed tien jaar lang aan toernooien in Europa mee, en versloeg twaalf van zijn 43 tegenstanders. Zijn resultaten waren 5-12-8 met 1 KO. In 1933 versloeg hij Jack Etienne en won hij het nationaal profkampioenschap in de middengewichtklasse.
Léonard Steyaert had twee broers, René (middengewicht) en Jules (zwaargewicht), die ook actief waren in het boksen.